# Avavare
Avavare (mn. Avavares), slabo poznato pleme američkih Indijanaca iz južnog Teksasa. Jedini podatci o njima potječu iz sredine prve polovice 16. stoljeća od Cabeza de Vace koji je s njima proživjeo osam mjeseci. Po jeziku su se razlikovali od plemena Mariame, a po kulturi od plemena s teksaške obale. Hodge smatra da bi mogli biti neko Caddoan pleme,. Ostali nazivi su Ananares, Anavares, Avares i Chavavares.

## Vanjske poveznice
- Avavare Indians
- Learning From Cabeza De Vaca